# Kungsholms strand

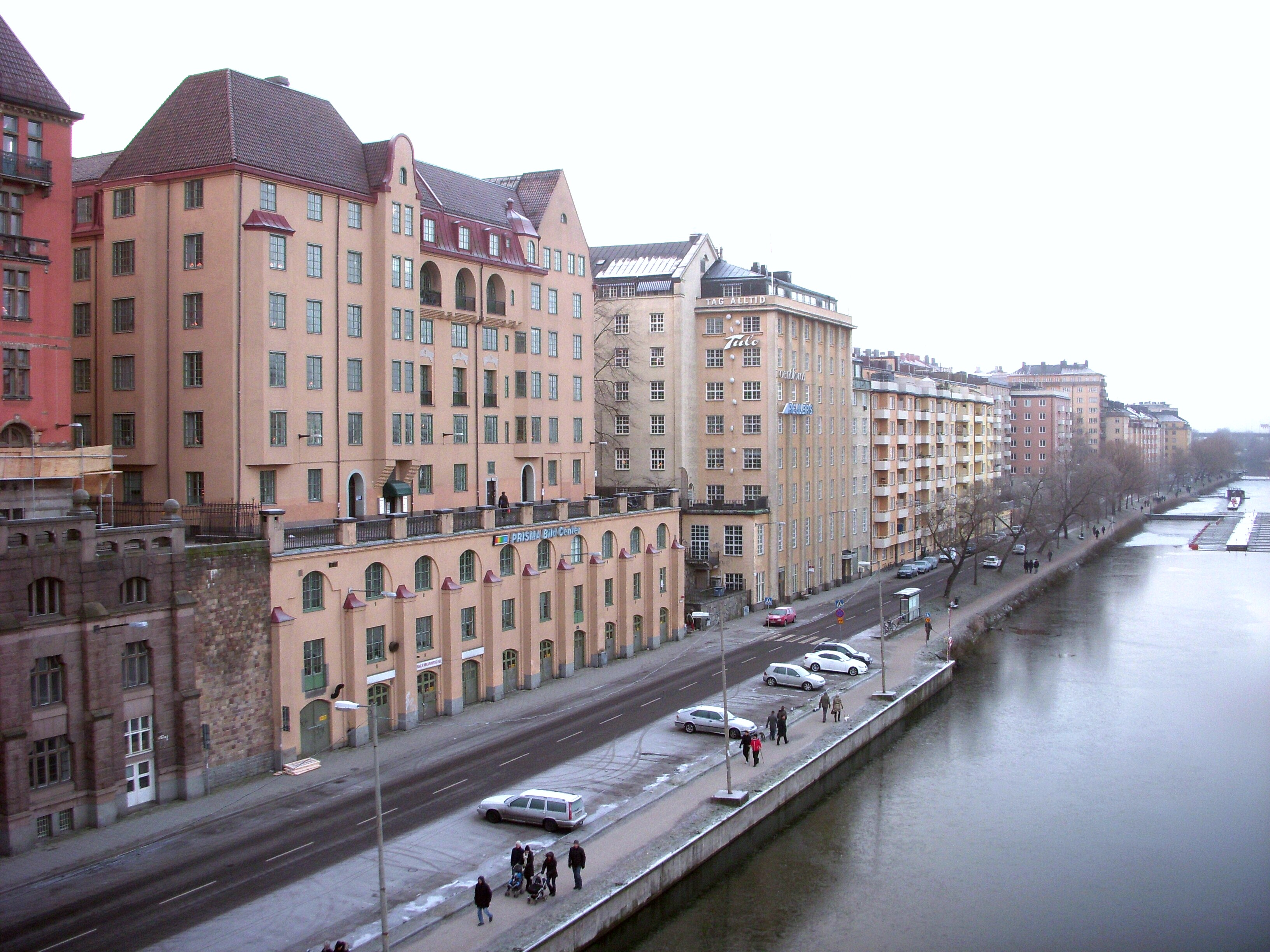
Kungsholms strand mot väst, vy från Sankt Eriksbron, december 2008

Kungsholms strand  är en gata i stadsdelen Kungsholmen i Stockholm. Gatan sträcker sig på Kungsholmens norra sida längs Barnhusviken och Karlbergssjön. Kungsholms strand börjar i öst vid S:t Eriksområdet och övergår vid Stadshagen  i Hornsbergs strand.
Sitt nuvarande namn fick Kungsholms strand vid namnrevisionen 1885, då avsågs även sträckningen fram till Kungsbron. Numera slutar Kungsholms strand som en återvändsgata nedanför S:t Eriks bostadsområde och promenadvägen längs Barnhusviken mot Yngve Larssons park heter sedan 1985 Kungsholms strandstig. Bebyggelsen längs Kungsholms strand härrör huvudsakligen från 1920- och 1930-talen. Två byggnader dominerar Kungsholms strand vid passagen under S:t Eriksbron. Det ena är Sankt Erikspalatset från 1909, ritat av Dorph & Höög (Victor Dorph och Anders Höög), det andra är Sportpalatset från 1930 ritat av Jean Adrian.